# Mala Pokrovka, Mejova
Mala Pokrovka (în ucraineană Мала Покровка) este un sat în comuna Zoreane din raionul Mejova, regiunea Dnipropetrovsk, Ucraina.

## Demografie
Componența lingvistică a localității Mala Pokrovka
     Ucraineană (91,67%)
     Rusă (8,33%)
Conform recensământului din 2001, majoritatea populației localității Mala Pokrovka era vorbitoare de ucraineană (91,67%), existând în minoritate și vorbitori de rusă (8,33%).